# Rebordãos (Braganza)
Rebordãos es una freguesia portuguesa del municipio de Braganza, con 26,83 km² de superficie y 543 habitantes (2001). Su densidad de población es de 20,2 hab/km².